# Liste des sites et monuments classés de la wilaya d'Oum El Bouaghi
Cet article présente une liste des sites et monuments classés de la wilaya d'Oum El Bouaghi, en Algérie.

## Liste
| Id     | Identification du bien                                                                      | Datation        | Commune    | Coordonnées    | Catégorie du classement                     | Mesures et date de protection | Date de publication au Journal Officiel | Illustration    |                       |
| ------ | ------------------------------------------------------------------------------------------- | --------------- | ---------- | -------------- | ------------------------------------------- | --- | --------------------------------------- | --------------- | --------------------- |
| 04-001 | Dolmens et Cromlechs Essafia                                                                | Protohistorique | Sigus      | à géolocaliser | Classé                                      | Classé parmi les sites et monuments historiques en (L.1900), Conformément à l’article 62 de l’ordonnance N° 67-281 du 20/12/1967 | N° 07 du 23/01/1968                     | Image manquante | Télécharger une image |
| 04-002 | Dolmens et Cromlechs à 35 Km du sud de Constantine (Ras El Ain , Boumerzoug, Ouled Rahmoun) | Protohistorique | Sigus      | à géolocaliser | Classé                                      | Classé parmi les sites et monuments historiques en (L.1900), Conformément à l’article 62 de l’ordonnance N° 67-281 du 20/12/1967 | N° 07 du 23/01/1968                     | Image manquante | Télécharger une image |
| 04-003 | Fort Romain (ksar Sbihi)                                                                    | Antique         | Ksar Sbahi | à géolocaliser | Inscription sur l'inventaire supplémentaire | Inscrit sur l’inventaire supplémentaire Arrêté signé par le wali N° 860 du 07/05/2006                                            | Arrêté non pub au journal officiel      | Image manquante | Télécharger une image |
| 04-004 | Galeries souterraines                                                                       | Antique         | Dhalaa     | à géolocaliser | Inscription sur l'inventaire supplémentaire | Inscrit sur l’inventaire supplémentaire Arrêté signé par le wali N° 859 du 07/05/2006                                            | Arrêté non pub au journal officiel      | Image manquante | Télécharger une image |